# The Go-Getter (film 1923)
The Go-Getter è un film muto del 1923 diretto da E.H. Griffith che aveva come interpreti T. Roy Barnes, Seena Owen, William Norris, Tom Lewis, Louis Wolheim, Fred Huntley.
 
La sceneggiatura di John Lynch si basa sull'omonimo racconto di Peter B. Kyne apparso in Cappy Ricks Comes Back, libro pubblicato a New York nel 1934. Il film è il primo tra quelli dedicati al popolare personaggio di Cappy Ricks creato da Kyne.

## Trama
Bill Peck, ferito in guerra e rimasto in ospedale per ben due anni, finalmente guarito decide di andare a lavorare come venditore per la compagnia di legname di Cappy Ricks. Dopo essersi impegnato con zelo e avere superato molti ostacoli, Bill ottiene una posizione da dirigente nella società, conquistando per di più l'amore della bella Mary Skinner.

## Produzione
Il film fu prodotto dalla Cosmopolitan Productions.

## Distribuzione
Il copyright del film, richiesto dalla Cosmopolitan Productions, fu registrato il 4 aprile 1923 con il numero LP18855.

Distribuito dalla Paramount Pictures, il film uscì nelle sale statunitensi l'8 aprile 1923. La Famous-Lasky Film Service, che lo distribuì in Canada, Australia e Regno Unito, lo fece uscire in questo ultimo paese il 26 maggio 1924. In Colombia, fu presentato a Barranquilla il 18 ottobre 1924.
Non si conoscono copie ancora esistenti della pellicola che viene considerata presumibilmente perduta. Del film esiste ancora solo un rullo conservato in una collezione privata.